# Phoradendron singulare
Phoradendron singulare är en sandelträdsväxtart som beskrevs av Kuijt. Phoradendron singulare ingår i släktet Phoradendron och familjen sandelträdsväxter. Inga underarter finns listade i Catalogue of Life.